# Buellia mamillana
Buellia mamillana är en lavart som först beskrevs av Edward Tuckerman, och fick sitt nu gällande namn av W. A. Weber. Buellia mamillana ingår i släktet Buellia och familjen Physciaceae.   Inga underarter finns listade i Catalogue of Life.